# Gekränkte Freiheit
Gekränkte Freiheit. Aspekte des libertären Autoritarismus ist ein soziologisch-zeitdiagnostisches Fachbuch von Carolin Amlinger und Oliver Nachtwey, das im Oktober 2022 im Berliner Suhrkamp Verlag erschien. Unter Anlehnung an die Kritische Theorie wird im Buch ein Protesttypus der Spätmoderne analysiert, dessen Bedürfnis nach individueller Souveränität eine Bedrohung für die demokratische Gesellschaft ist.

## Inhalt
Die Vorarbeiten Amlingers, Nachtweys und ihres Teams für das Buch dauerten vier Jahre. 1200 Menschen aus der Querdenkerszene seien befragt worden, mit 45 von ihnen habe es Tiefeninterviews gegeben, außerdem hätten sie mit 16 aktiven AfD-Anhängern gesprochen. Bei der Auswertung des Materials entwickelten sie die Theoreme der klassischen Frankfurter Schule weiter. Dabei bezogen sie sich auf Theodor W. Adornos „Studien zum autoritären Charakter“, Herbert Marcuses „Der eindimensionale Mensch“ und Erich Fromms „Die Furcht vor der Freiheit“.

### Libertärer Autoritarismus
Unter einem „libertären Freiheitsverständnis“ verstehen Amlinger und Nachtwey eine Einstellung, die gesellschaftliche Übereinkünfte als illegitime, äußere Beschränkungen der eigenen Selbstverwirklichung wahrnimmt. Ihre Vertreter lehnten beispielsweise das Tragen eines Mund-Nasen-Schutzes während der Corona-Pandemie oder die Einhaltung gendergerechter Sprachkonventionen als Behinderung ihrer persönlichen Entfaltung ab. Andere Protagonisten dieser Einstellung gingen weiter und richteten sich gegen die Voraussetzungen, die Freiheit ermöglichen, und wollten nur sehr niedrige oder gar keine Steuern zahlen (siehe: Anarchokapitalismus).
Die Autoren betrachten den libertären Autoritarismus als eine Metamorphose des autoritären Charakters, wie ihn die kritische Theorie ihn im 20. Jahrhundert beschrieb. Im Gegensatz zu den Hauptcharakteren der klassischen Autoritarismus-Studie, die auf eine bindende Autoritätsfigur angewiesen sind, identifizierten sich die Menschen des Typus libertärer Autoritarismus mit keiner externen Instanz, sondern mit dem eigenen Ich. Daher sprechen sie von einem „libertären Nebentypus des Autoritären“.
In den aktuellen Freiheitskonflikten kulminiere eine Entwicklung aus den letzten Jahrzehnten. Sie werde durch die Rückkehr des intervenierenden Staates deutlich, der das individuelle Handeln einschneidend limitiert. Die Menschen, die heutzutage auf die Straße gehen, wollten anders als klassische Rechte, keinen starken Staat, sondern einen schwachen, geradezu abwesenden Staat. „Ihre zuweilen frivole Subversion und die rabiate Ablehnung anderer Ansichten zeugen jedoch zugleich von autöritären Einstellungen. Sie verneinen die Solidarität mit vulnerablen Gruppen, sind verbal martialisch und hoch aggressiv gegen jene, die sie als Verursacher von Einschränkungen ihrer Freiheit identifizieren. Sie tragen rechte Verschwörungstheorien vor, aber den Vorwurf rechts zu sein, weisen sie entschieden von sich.“
Amlinger und Nachtwey verstehen den libertären Autoritarismus „als Symptom einer verdinglichten Freiheitsidee, mit der die Einsicht in soziale Abhängigkeiten abgewehrt werden soll. Freiheit ist in dieser Sichtweise kein geteilter gesellschaftlicher Zustand, sondern ein individueller Besitzstand.“
Es seien besonders zwei unauflösbare Widersprüche spätmoderner Subjektivität, die Personen unter gewissen Umständen für libertär-autoritäre Einstellungen anfällig machen: Einerseits würden Individuen mehr denn je als selbstbestimmte Subjekte behandelt, während sie gleichzeitig keine souveräne Kontrolle über die sozialen Bedingungen hätten, auf deren Grundlage sie ihre wettbewerbsorientierte Autonomie entfallen sollen. Andererseits verstünden sich spätmoderne Individuen als kritische Subjekte, die sich Kenntnisse selbst aneignen und das Wissen anderer hinterfragen. Doch auch hier stießen sie an äußere Grenzen: Die Realität werde komplexer und sei für die Einzelnen immer schwieriger zu durchschauen.

### Figuren des libertären Autoritarismus
Die häufigsten Sozialtypen der klassischen Autoritarismusstudien seien der Autoritäre und der Konventionelle gewesen. Solche Charaktere seien keineswegs verschwunden, doch damals nebensächliche und absonderlich wirkende Figuren seien inzwischen sichtbarer geworden: „Der Rowdy, auch ‚Rebell‘ genannt, der seine Es-Tendenzen destruktiv nach außen wendet, und der ‚Spinner‘, der die Realität durch ein imaginäres Surrogat ersetzt.“ Diese Sozialcharaktere seien als Vorläufertypen des libertären Autoritarismus zentral.
In Amlingers und Nachtweys Studien kämen Rebellen meist in „zivilisierter Form“ vor. Sie weigerten sich beispielsweise, GEZ-Gebühren zu zahlen, besäßen einen Reichsbürgerausweis oder lagerten für einen kommenden Aufstand Lebensmittelvorräte. Allerdings seien ihnen bei ihren Befragungen durchaus auch Personen begegnet, die Kontakte zu bewaffneten Reichsbürgern pflegten oder zeitweise NPD-Mitglieder gewesen wären. Militärischer Drill und nihilistische Radikalität habe auf sie eine große Faszination ausgeübt.
Mit dem Spinner der älteren Autoritarismusstudien meinen die Buchautoren aktuell den „Verschwörungstheoretiker“. Bei den damaligen Spinnern habe es sich um Menschen gehandelt, die nur defizitär sozial integriert waren, und deren Isolation durch Ausschluss vom Produktionsprozess noch verstärkt wurde. „In unseren Gesprächen mit Querdenker:innen und regressiven Rebellen haben wir ähnliche Narrative gefunden.“

### Die Kränkungen
Amlinger und Nachtwey erklären die aggressive Enthemmung des libertären Autoritarimus über die Identifikation mit den Normen einer Konkurrenzgesellschaft, die ein destruktives, aggressives und exzessives Potenzial in sich hätten. Die libertären Autoritären hätten ihnen zwar ganz unterschiedliche Kränkungsgeschichten erzählt, alle jedoch, „dass sie ihre Selbstbestimmung und Souveränität durch staatliche Interventionen, Eliten und kulturelle Minderheiten beeinträchtigt sehen. Sie stellen also mithin nicht die Gesellschaft infrage, die sie in ihrem individuellen Lebensverlauf in Sackgassen geführt hat, sondern sie projizieren die Demütigung aggressiv auf Ersatzobjekte.“
Dabei verschaffe sich, ähnlich wie im Rechtspopulismus, eine „marginalisierte Männlichkeit“ Raum, die angesichts der Feminisierung der Erwerbsarbeit und des progressiven Normenwandels verunsichert wird. Frühere Alternative fühlten sich durch die Aufnahme von Flüchtlingen im Jahr 2015 bedroht, absteigende Intellektuelle durch eine Cancel Culture bedrängt.

## Rezeption
In der Rezension der Frankfurter Allgemeinen Zeitung erkennt Herfried Münkler die Stärke des Buches dort, wo die Autoren die neuen Charaktere des Autoritären nachzeichnen, ihrer Herkunft aus Milieus der spätmodernen Gesellschaften nachgehen und die beiden Haupttypen charakterisieren. Weniger überzeugend findet er ihren Versuch, die Entstehung dieses Sozialcharakters aus Verwerfungen spätkapitalistischer Gesellschaften herzuleiten. Ein Freiheitsanspruch, der so exzessiv sei, dass die Freiheit der anderen nicht mehr berücksichtigt werde und schon der geringste Hinweis auf Sozialität als „Kränkung“ erscheine, sei kein Spezifikum des Kapitalismus, sondern Begleiterscheinung jeder Form gesellschaftlichen Lebens.
Dem hannoverschen Soziologen Hendrik Wallat dagegen erscheint das Buch zu wenig gesellschafts- und kapitalismuskritisch. In seinem Kritiknetz-Beitrag bezeichnet er es als authentisches Dokument der „intellektuellen Avantgarde einer konformistischen akademischen Linken, die es fertigbringt, Marx und die Kritische Theorie in ein Demokratieförderprogramm zu verkehren.“
Auf Soziopolis bemängelt Georg Simmerl an der Studie „selbstgewisse Pauschalpsychologisierungen der Gegenseite“. Dagegen sei es analytisch und auch demokratietheoretisch geboten, das Querdenken und den autoritären Liberalismus zuerst als Form der Kritik zu begreifen.
Jens Buchholz lobt in der Frankfurter Rundschau: „Es gibt kein Buch, das die neuen Protestbewegungen gründlicher wissenschaftlich untersucht und theoretisch einordnet. Zum ersten Mal hat man den Eindruck zu verstehen, worum es bei Pegida oder in der Querdenkerszene geht, nämlich um eine Art Individualisierungsexzess.“ Auch für Robert Misik in seiner taz-Rezension ist das Buch hilfreich für das Verständnis des Querdenkerphänomens.
Anne-Kathrin Weber bemerkt in ihrem Deutschlandfunk-Beitrag, die Studie von Amlinger und Nachtwey helfe dabei sehr genau zu unterscheiden, wo es um berechtigte Kritik an politischen Missständen gehe oder um menschen- und demokratiegefährdende Haltungen und Praktiken.
Im Spiegel nennt Arno Frank libertären Autoritarismus einen originellen Ansatz, weil nach herkömmlichem Verständnis das Libertäre mit dem Autoritären keine Allianz eingehe. Das Buch sei erhellend und ein „Beitrag im andauernden Gespräch einer aufgeklärten Gesellschaft mit sich selbst.“
In der Neuen Zürcher Zeitung bezeichnet Christian Marty die Studie als theoretisch originell, empirisch gehaltvoll und zugänglich geschrieben. Die Autoren hätten aber einen zentralen Punkt vergessen, „dass die Forderung, im Namen eines grossen Ganzen (zum Beispiel im Namen der Gesundheit) die individuelle Freiheit zu beschränken sowie gesellschaftliche Solidarität zu fordern, eine große Gefahr für die liberale Gesellschaft darstellen kann.“ Über die Frage, was Freiheit heißt, wenn eine Gesellschaft unter Druck kommt, müsse unter einem Gesichtspunkt diskutiert werden, der Freiheit nicht als Ausnahme verstehe, die der Staat seinen Bürgern gewähre, sondern als Grundlage des Zusammenlebens. „‚Querdenker‘ hin oder her: Nicht die Freiheit, sondern ihre Beschränkung bedarf der Rechtfertigung.“
Die "Chefreporterin Freiheit" der Welt, Anna Schneider, als Kritikerin des Genderns und der Corona-Maßnahmen selbst in der Studie kritisch erwähnt, bezeichnet in ihrer Polemik gegen das Buch die Bezeichnung libertären Autoritarismus als groteske Wortschöpfung. Sie fragt, was daran neu oder verwerflich sei, sich „grollend gegen übergeordnete Instanzen“ zu richten, namentlich den Staat und die Politiker. Das sei im ureigensten Sinne liberal oder libertär und im Sinne von Herrschaftskritik auch links.

## Auszeichnung
Carolin Amlinger und Oliver Nachtwey erhielten im März 2023 für das Buch eine Nominierung für den Preis der Leipziger Buchmesse in der Kategorie Sachbuch und Essayistik.

## Ausgaben
- Carolin Amlinger und Oliver Nachtwey: Gekränkte Freiheit. Aspekte des libertären Autoritarismus. Suhrkamp, Berlin 2022, ISBN 978-3-518-43071-2.
- Gekränkte Freiheit. Aspekte des libertären Autoritarismus. Suhrkamp, Berlin 2023, ISBN 978-3-518-47363-4 (Broschur).
  - englische Übersetzung: Offended Freedom. The Rise of Libertarian Authoritarianism, Polity 2025.